# Igreja Batista
Igrejas batistas são um ramo importante do protestantismo evangélico que se distingue por batizar apenas crentes cristãos professos (batismo de crente) e fazê-lo por imersão completa. As igrejas batistas geralmente subscrevem as doutrinas da competência da alma (a responsabilidade e prestação de contas de cada pessoa diante de Deus), sola fide (salvação apenas pela fé somente), sola scriptura (somente a escritura da Bíblia, como regra de fé e prática) e governo da igreja congregacionalista. Os batistas geralmente reconhecem duas ordenanças: batismo e comunhão.
Diversos desde o início, aqueles que hoje se identificam como batistas podem diferir amplamente uns dos outros naquilo em que acreditam, como adoram, nas suas atitudes para com outros cristãos e na sua compreensão do que é importante no discipulado cristão. Os missionários batistas espalharam várias confissões batistas em todos os continentes. O maior grupo de igrejas batistas é a Aliança Mundial Batista e há muitos agrupamentos diferentes de igrejas batistas e congregações batistas.
Os historiadores traçam a origem da primeira igreja batista em 1609 em Amsterdã, com o separatista inglês John Smyth como seu pastor. De acordo com a sua leitura do Novo Testamento, ele rejeitou o batismo infantil e instituiu o batismo apenas de adultos crentes. A prática batista se espalhou pela Inglaterra, onde os batistas gerais consideravam que a expiação de Cristo se estendia a todas as pessoas, enquanto os batistas particulares acreditavam que ela se estendia apenas aos eleitos. Thomas Helwys formulou um pedido distintamente batista para que a igreja e o Estado fossem mantidos separados em questões de direito, para que os indivíduos pudessem ter liberdade religiosa. Helwys morreu na prisão como consequência do conflito religioso com os dissidentes ingleses sob Jaime I.

## Nome

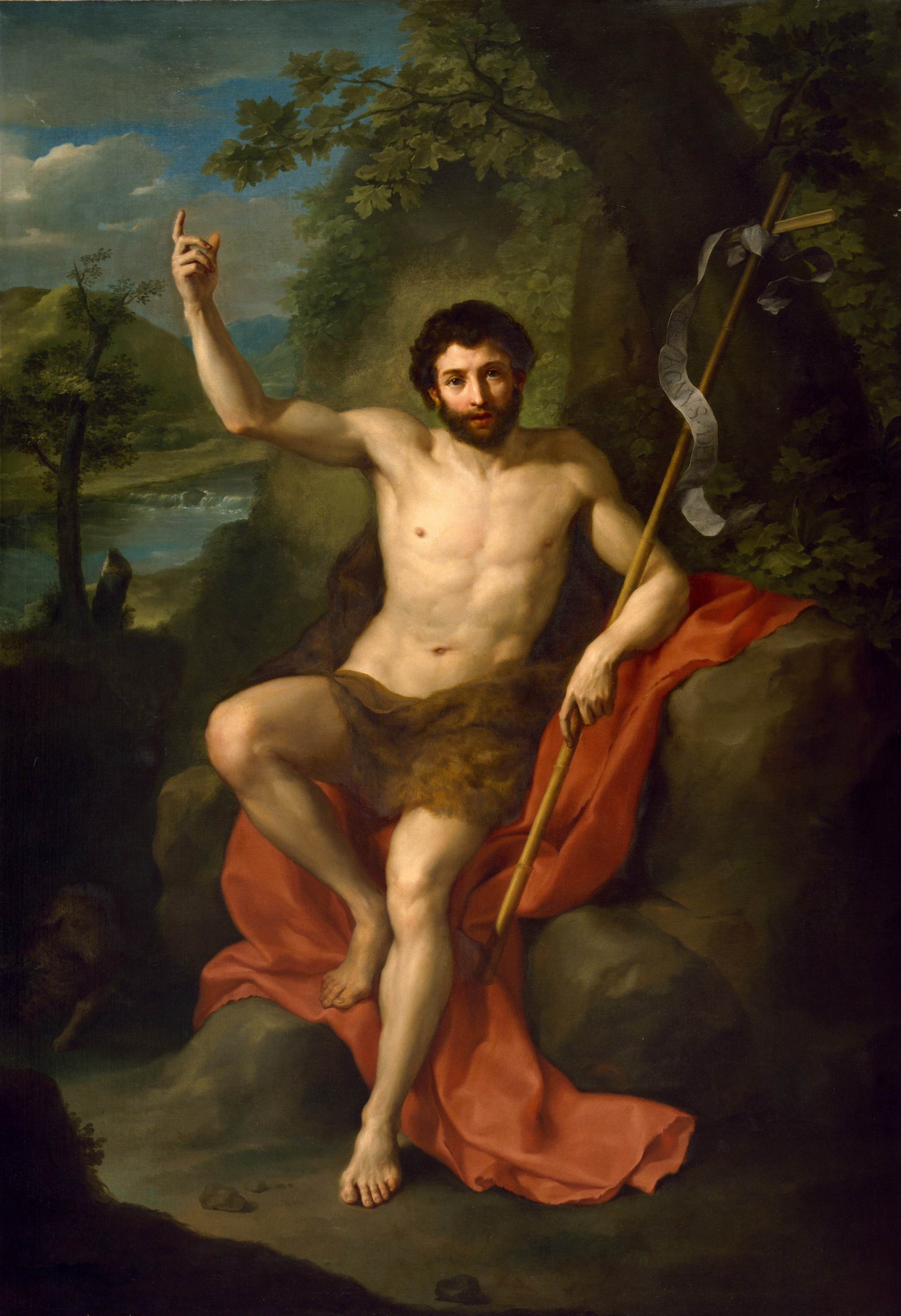
João Batista pregando no deserto por Anton Raphael Mengs, 1760

O termo "batista" vem da palavra grega baptistés ("batista", a mesma que descrevia João, o batista), estando relacionada ao verbo baptízo, ("batizar, lavar, imergir, mergulhar algo"), e à palavra latina baptista, que significa também "o batizador", como em "João, o batista". Como prenome, é usado na Europa nas variantes Baptiste, Jan-Baptiste, Jean-Baptiste, John Baptist e Johannes Baptiste. Também é usado como um sobrenome, cujas variações geralmente usadas são Baptiste, Baptista, Battiste e Battista. Há registros de que os anabaptistas na Inglaterra foram chamados batistas já em 1569.
Por causa dessa compreensão da necessidade de fé pessoal para o batismo, e em conformidade com os exemplos bíblicos, o indivíduo é literalmente mergulhado na água, como era o costume na Igreja primitiva, daí se chamar batismo por imersão. Dessa forma, pretende-se simbolizar, com o mergulho, a morte do velho homem carnal e pecador, e o surgimento do novo homem, já com uma nova natureza, espiritual, semelhante a Cristo.

## História

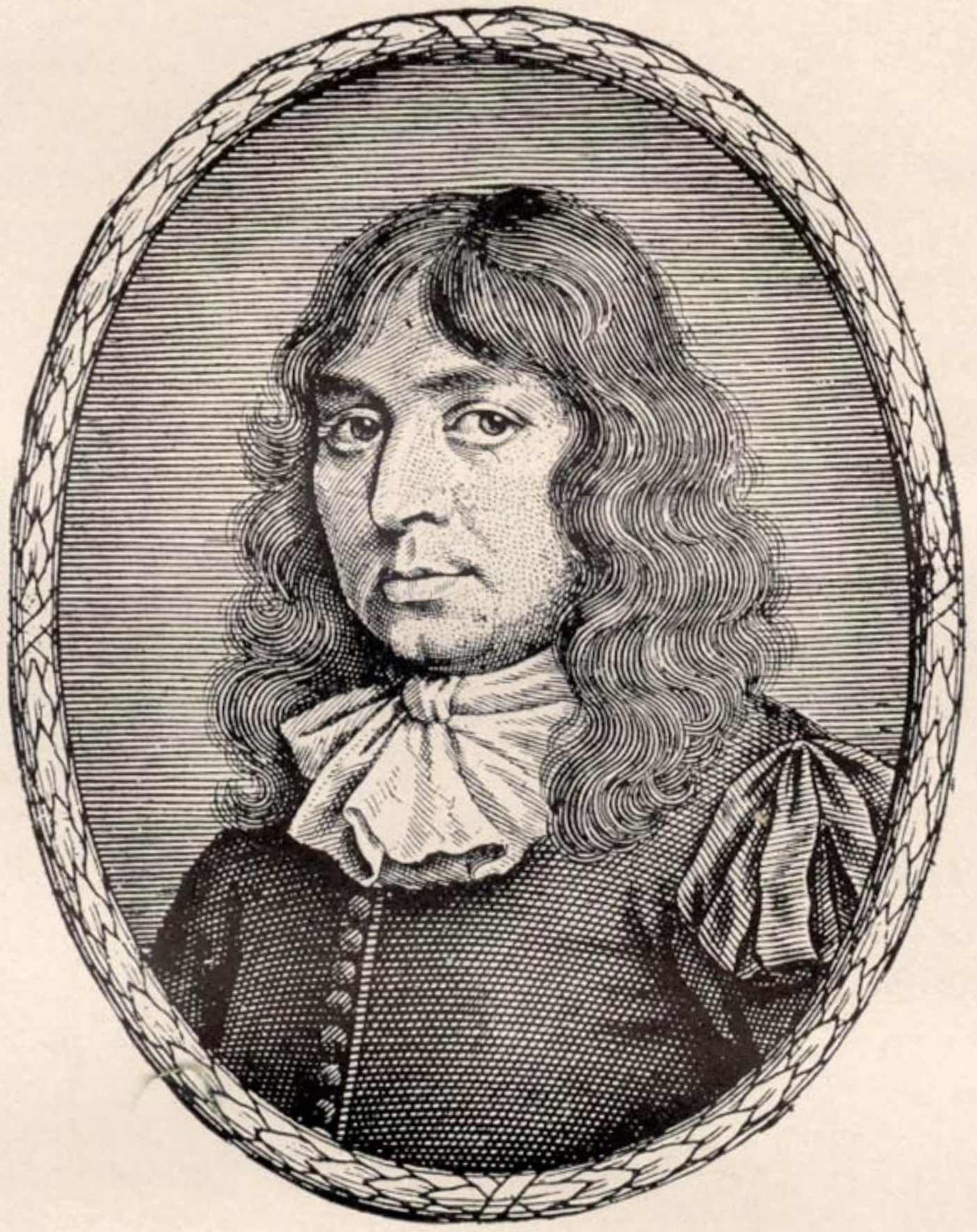
John Smyth (1570-1612)

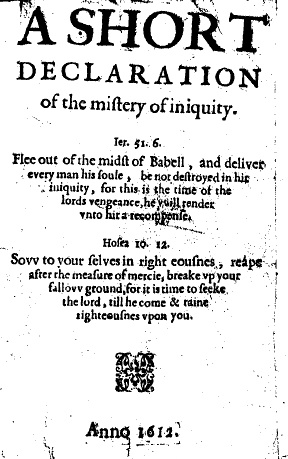
Thomas Helwys, (1550-1616), co-fundador da Igreja Batista, advogado e estudioso da Bíblia, morreu na prisão, por defender a liberdade religiosa e de consciência. O livreto que escreveu, Uma Breve Declaração Sobre o Mistério da Iniquidade, é possivelmente a primeira obra da civilização ocidental a defender o princípio da liberdade religiosa e de consciência para adeptos de qualquer crença em matéria religiosa.

As igrejas batistas têm suas origens em um movimento iniciado pelos ingleses John Smyth e Thomas Helwys em Amsterdam. Devido às suas crenças compartilhadas com os  Puritanos e  Congregacionalistas, eles foram para o exílio em 1607 para a Holanda com outros crentes que ocupavam as mesmas posições bíblicas. Eles acreditam que a Bíblia deve ser o único guia e que o batismo do crente é o que as escrituras exigem. Em 1609, um ano considerado a base do movimento, eles batizaram os crentes e fundaram a primeira igreja batista.
Thomas Helwys organizou a Igreja Batista em Spitalfields, nos arredores de Londres, em 1612.
Ainda em 1612, Thomas Helwys foi preso por publicar o folheto Uma Declaração Breve do Mistério da Iniquidade, no qual advertia à monarquia inglesa para que se submetesse a Deus, constando também uma crítica ao papado e aos puritanos. Ele permaneceria na prisão até falecer, em 1616. No teor da obra, escreveu:
A religião do homem está entre Deus e ele: o rei não tem que responder por ela e nem pode o rei ser juiz entre Deus e o homem. Que haja, pois, heréticos, turcos ou judeus, ou outros mais; não cabe ao poder terreno puni-los de maneira nenhuma.— Thomas Helwys 
O folheto de Helwys constitui a primeira publicação em inglês a defender a liberdade religiosa aplicável universalmente, e possivelmente a primeira obra da civilização ocidental a defender o princípio da liberdade religiosa e de consciência para todos os seres humanos.
Naqueles tempos, havia perseguição aos batistas e a outros dissidentes ingleses, por não concordarem com certas práticas e doutrinas da igreja oficial, a anglicana. Entre esses "dissidentes" estava John Bunyan, um batista, que escreveu sua obra-prima O Peregrino enquanto estava preso injustamente. Devido a essa perseguição, muitas pessoas emigraram para a América, para as colônias da Nova Inglaterra (que viriam a formar os Estados Unidos).
A primeira confissão dos particulares, a Confissão de Londres de 1644, também foi a primeira a defender o imersionismo no batismo.
Em solo americano, a primeira igreja batista nasceu através de Roger Williams, que organizou a Primeira Igreja Batista de Providence em 1638, na colônia que ele fundou com o nome de Rhode Island, e John Clark, que organizou a Igreja Batista de Newport, também em Rhode Island, em 1648. Os batistas se espalharam pelas diversas colônias da América do Norte e foram influentes na formação da Constituição Americana, de 1788. Atualmente, a Convenção Batista do Sul dos Estados Unidos conta com quase 16 milhões de membros, sendo a maior comunidade evangélica daquele país e a maior convenção batista do mundo. As igrejas batistas continuariam a se expandir, embora praticamente restritas à Inglaterra e aos Estados Unidos, até o final do século XVIII, quando missionários batistas começariam a ser enviados a todas as partes do mundo.

### Expansão mundial
As organizações missionárias promoveram o desenvolvimento do movimento em outros continentes. Na Inglaterra, houve a fundação da  Sociedade Missionária Batista em 1792 em Kettering, Inglaterra. Nos Estados Unidos, houve a fundação de Ministérios Internacionais em 1814 e Junta de Missão Internacional em 1845. Desde então missionários batistas foram enviados à América Latina, África, Ásia e Europa, de maneira que hoje em dia se podem encontrar igrejas batistas espalhadas por todo o mundo. A Aliança Batista Mundial foi fundada em 1905 em Londres por 24 associações batistas de vários países, durante o Primeiro Congresso Mundial Batista. Em 2003, a Convenção Batista Internacional, uma associação internacional de igrejas de língua inglesa, tornou-se membro.

### Brasil

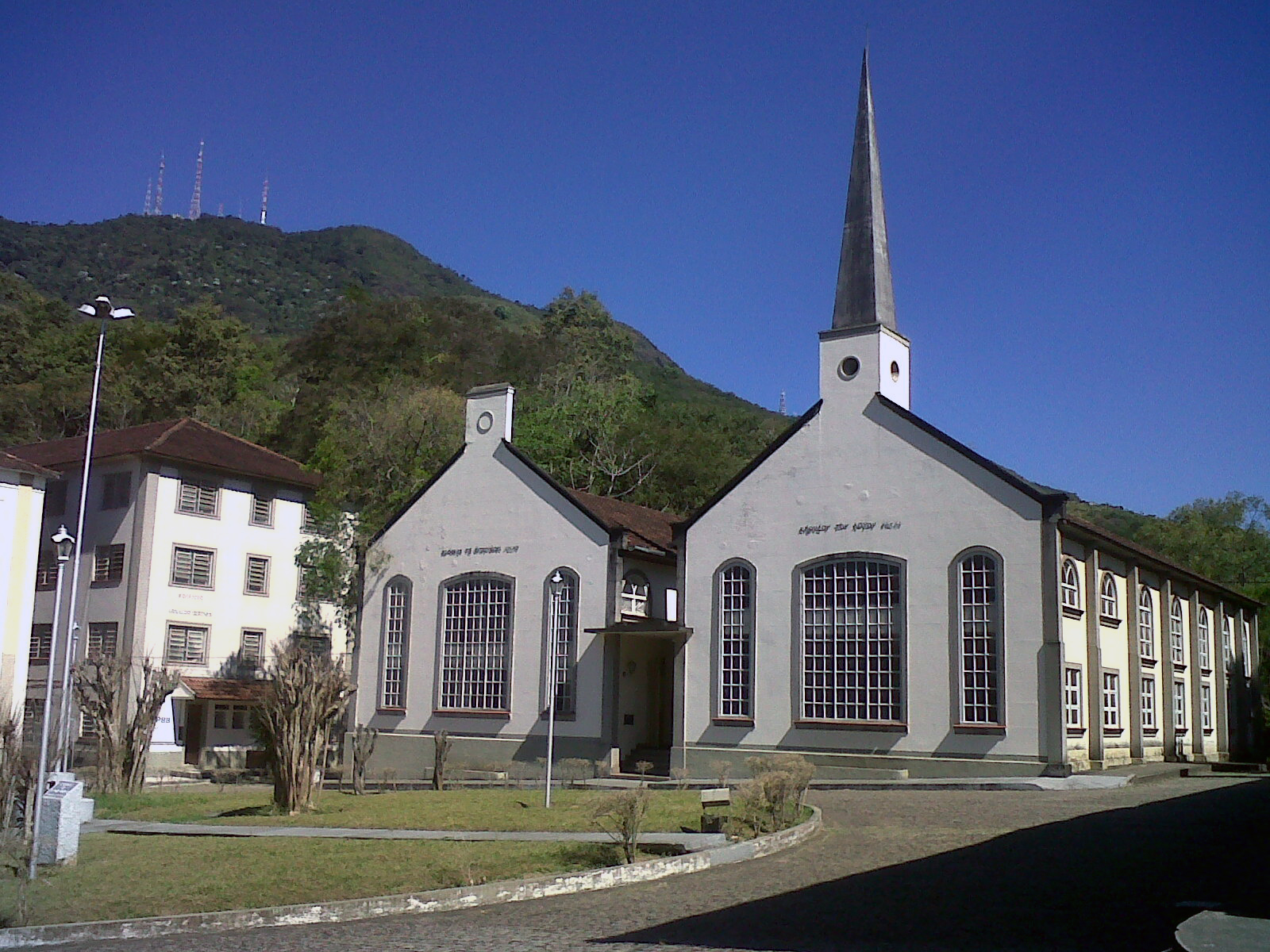
Seminário Teológico Batista do Sul do Brasil.

Os missionários batistas figuram entre os primeiros grupos de missionários protestantes no país, tendo sido precedidos por alguns missionários de outras associações, especialmente congregacionais e presbiterianos, sendo também contemporâneos dos primeiros missionários metodistas no Brasil. Os primórdios da história dos batistas no Brasil remontam à segunda metade do século XIX, quando missionários estrangeiros, na maioria estadunidenses, aportaram no país para dar início aos trabalhos de evangelização protestante, em uma nação que até então era oficialmente e socialmente católica. Os missionários difundiram a leitura bíblica entre a população, divulgaram os ensinamentos protestantes e fundaram as primeiras igrejas com brasileiros que haviam aderido à doutrina. Acredita-se que o primeiro missionário batista no Brasil tenha sido o estadunidense Thomas Jefferson Bowen. Anteriormente ele fora missionário estadunidense na Nigéria, tendo trabalhado entre os nativos da tribo iorubá.
Com o passar das décadas, as igrejas batistas cresceram e se multiplicaram, sendo que o evangelismo era realizado ativamente pelos membros das igrejas, assim como pelos pastores e missionários, tanto brasileiros quanto estrangeiros. Centenas de missionários foram enviados por igrejas e juntas norte-americanas até as regiões mais remotas do Brasil, e posteriormente viriam professores e educadores para aprofundar e consolidar o ensino teológico nos seminários, muitos dos quais foram construídos graças à contribuição e financiamento dos batistas americanos. Na década de 1950, surgiu no Brasil os primeiros batistas que confessavam a observância e repouso do sétimo dia da semana (o sábado). Após a rejeição das profecias da Ellen G. White de alguns membros da Igreja Adventista do Sétimo Dia no Paraná, fundaram uma igreja com o nome "Evangélicos Adventistas do Sétimo Dia" em 1913. Por alinharem-se às doutrinas batistas, adotaram em 1950 o nome de Igreja Batista do Sétimo Dia no Brasil. Em 1965, as igrejas batistas do sétimo dia associaram-se à Federação Mundial Batista do Sétimo Dia. Atualmente a Igreja Batista do Sétimo Dia organiza-se em torno da Conferência Batista do Sétimo Dia Brasileira.

### Portugal

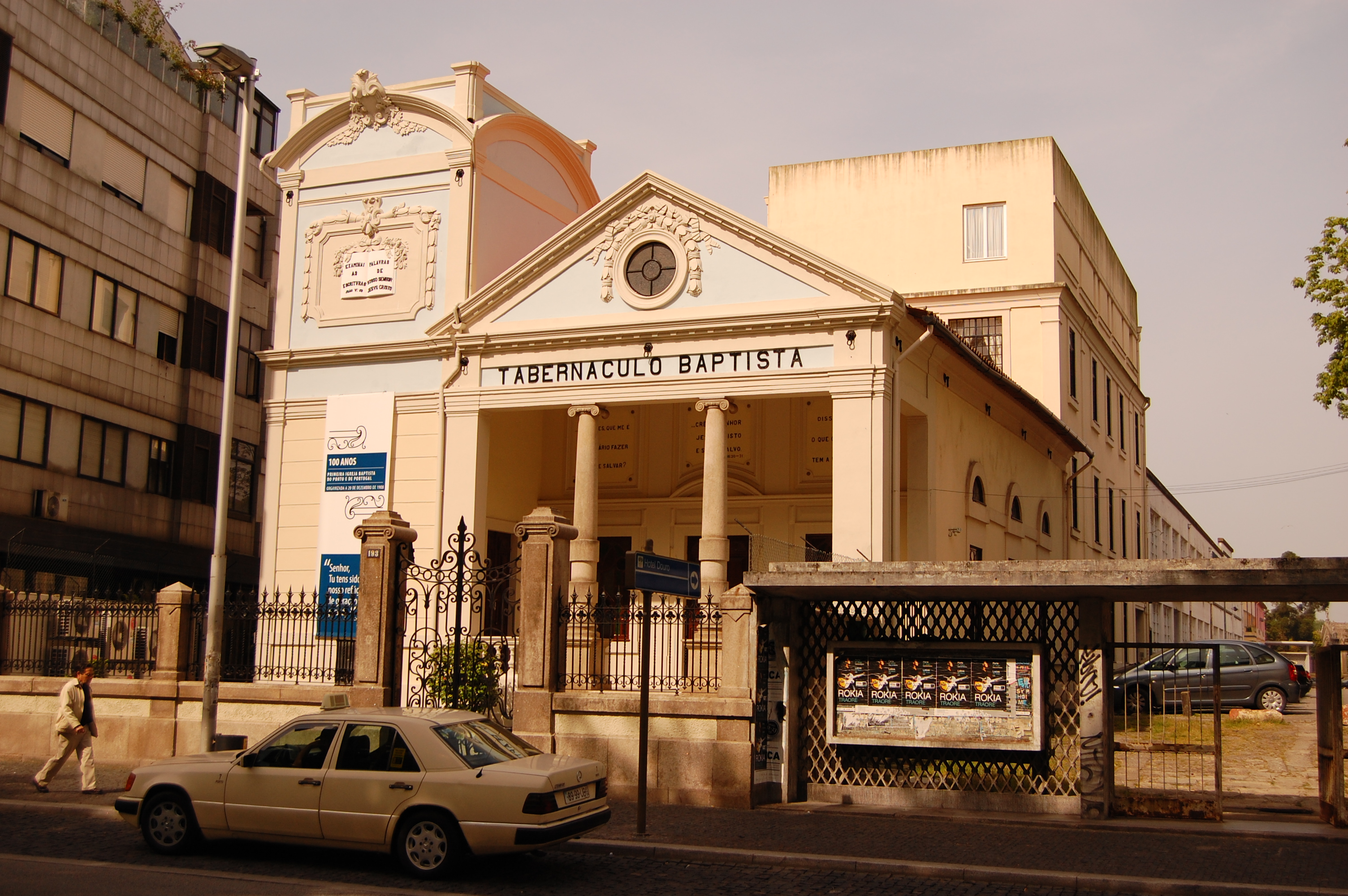
Tabernáculo Baptista do Porto em Portugal.

Em Portugal os baptistas estão presentes desde o século XIX, quando missionários e expatriados britânicos fundaram a igreja no país. Em 1888, o missionário inglês Joseph Charles Jones (1848-1928) organiza uma comunidade baptista de comunhão aberta no Porto. Em 1920, já havia congregações baptistas o bastante para fundar a Convenção Baptista Portuguesa. Estão agrupados em diversos grupos, dentre os quais: a Convenção Baptista Portuguesa (90 igrejas, pouco mais de 4 mil membros, filiada à Aliança Batista Mundial).[carece de fontes?]

## Crenças e práticas

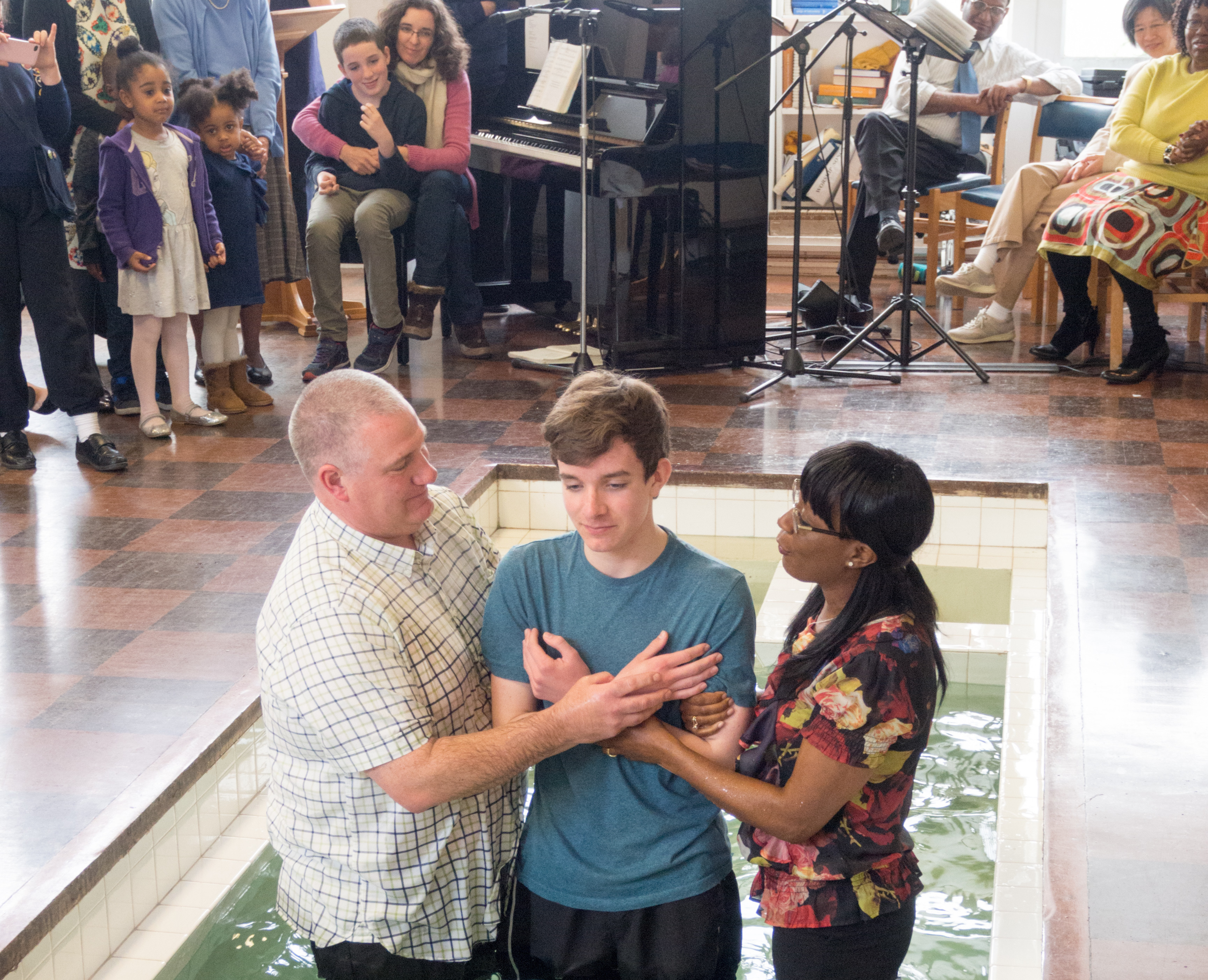
Batismo do crente por imersão na Northolt Park Baptist Church, na Grande Londres, União Batista da Grã-Bretanha, 2015.

Cada igreja tem uma confissão de fé particular, e comum se for membro de uma associação cristã. É baseado nas crenças da Igreja de crentes. A teologia é conservadora fundamentalista ou moderada e liberal.
Embora não haja uma rígida unidade organizacional ou doutrinária entre os batistas, alguns pontos de crença são comuns a todos eles:
- A adesão à ortodoxia cristã e a princípios gerais da teologia evangélica: a crença na Trindade; a natureza simultaneamente humana e divina de Jesus; a salvação através da justificação pela fé em Cristo; o sacerdócio de todos os crentes; a autoridade, inerrância, infalibilidade e suficiência das Escrituras Sagradas, que constituem a regra de fé e prática da Igreja; etc.
- Prática do batismo do crente e por imersão — assim como os anabaptistas, os batistas creem que o batismo seja uma ordenança para as pessoas adultas (batismo do crente), isto é, pessoas que tenham consciência do ato (mesmo que sejam ainda bem novas). Trata-se de uma ordem que deve ser respeitada, a menos que o indivíduo não tenha oportunidade de ser batizado. A diferença em relação aos anabaptistas é que estes praticam o batismo por aspersão.
- Celebração de apenas duas ordenanças — o batismo e a ceia do Senhor, repetindo-se o gesto de Cristo e dos apóstolos ao se partilhar o pão e o vinho entre todos os membros da congregação. Não há mais ordenanças além destas, porque estas são as únicas expressamente ordenadas pela Bíblia.
- Realização de ordenanças em vez de sacramentos — os batistas creem que as ordenanças devem ser obedecidas por toda a igreja, com a plena consciência da importância daquilo que significam, embora tratem-se apenas de atos simbólicos, que portanto não têm nenhum poder místico em si, tampouco representam condição para a salvação.
- Liberdade de consciência do indivíduo — o crente deve escolher, por sua própria consciência, se irá servir a Deus, e não por pressão do Estado ou de igreja estatal estabelecida; além disso, tem liberdade para examinar livremente as Escrituras e buscar sua correta interpretação.
- Autonomia das igrejas locais — os batistas historicamente enfatizam a autonomia total das comunidades locais, que podem agrupar-se em convenções, associações ou uniões de Igrejas.
- Separação entre Igreja e Estado — antes mesmo do Iluminismo, já havia a consciência, entre os batistas, da necessidade de separação entre Igreja e Estado.[36]

A excomunhão é usado como último recurso, por associações e igrejas para membros que não querem se arrepender de crenças ou comportamento em desacordo com a confissão de fé da comunidade.

### Culto

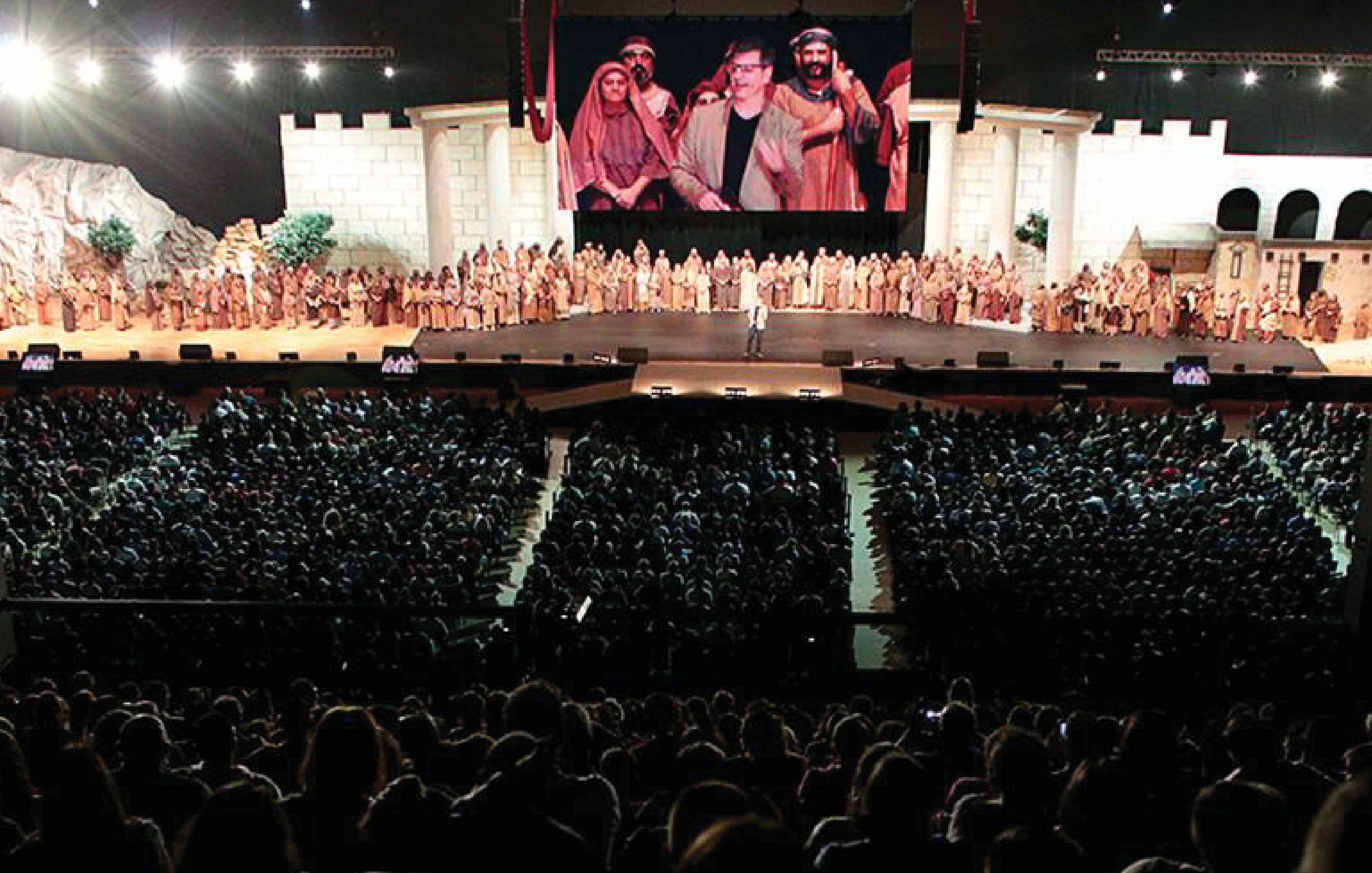
Mostra sobre a vida de Jesus em Igreja da Cidade em São José dos Campos, afiliada com a Convenção Batista Brasileira, 2017.

Nas igrejas batistas, o serviço, celebração ou culto faz parte da vida da Igreja e inclui louvor, adoração, de  orações para Deus, um sermão baseado na Bíblia, ofertas, e periodicamente a Santa Ceia. Algumas igrejas têm cultos com música cristã tradicional, outras com música cristã contemporânea, e algumas oferecem ambos em serviços separados.  Em muitas igrejas, existem serviços adaptados para crianças, até mesmo para adolescentes. As reuniões de oração também são realizadas durante a semana.

### Sexualidade

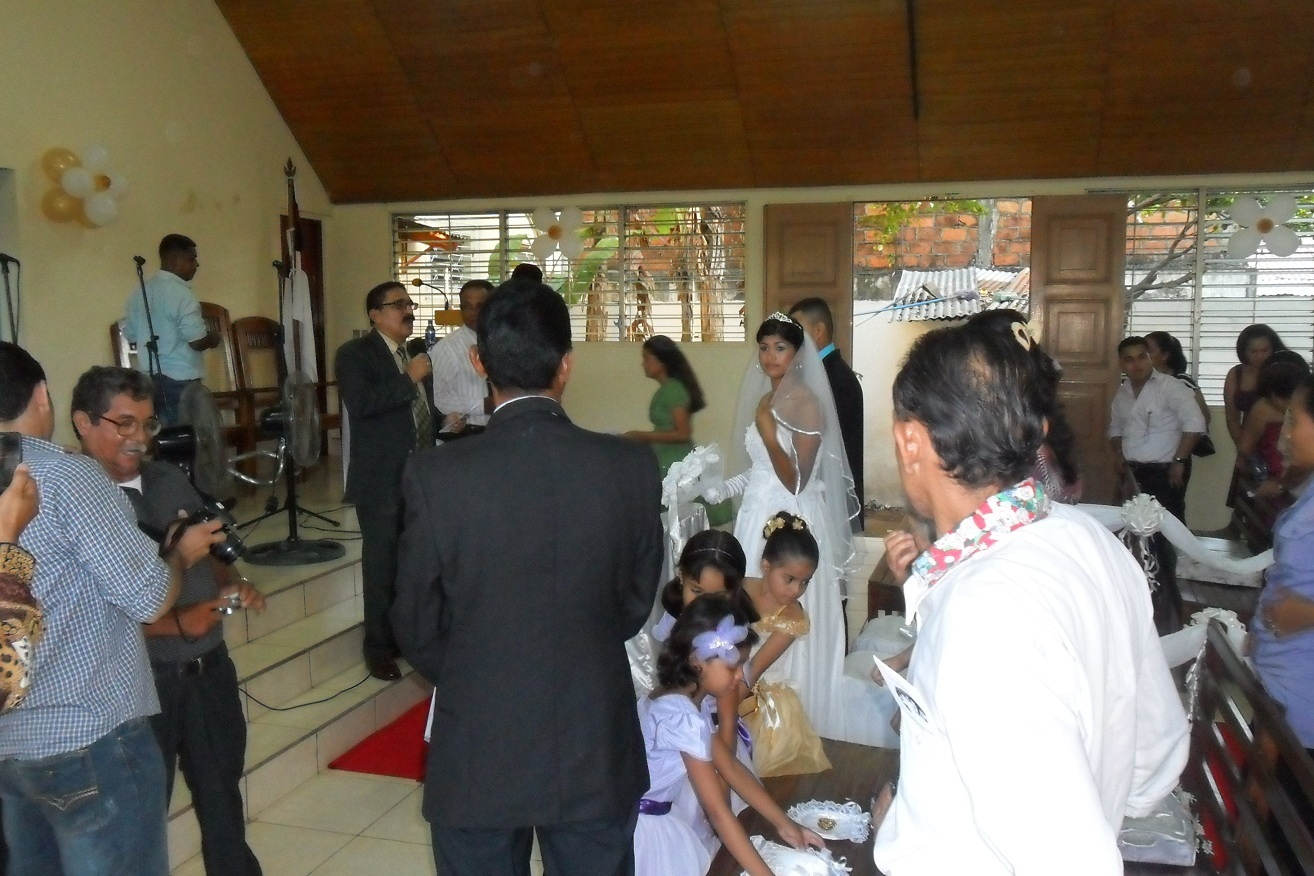
Cerimônia de casamento em Primeira Igreja batista de Rivas, Nicarágua, 2011.

Em questões de sexualidade, várias igrejas batistas promovem o pacto de pureza para jovens cristãos batistas, que são convidados a participar de uma cerimônia pública de abstinência sexual até casamento cristão. Este pacto é frequentemente simbolizado por um anel da pureza. Programas como o True Love Waits, fundado em 1993 pela Convenção Batista do Sul dos Estados Unidos, foram desenvolvidos para apoiar os compromissos.
Nas igrejas batistas conservadoras, jovens adultos e casais não casados são incentivados a se casar cedo para vivenciar a sexualidade de acordo com a vontade de Deus. Alguns livros são especializados no assunto, como o livro O livro O ato conjugal publicado em 1976 pelo pastor batista Tim LaHaye e sua esposa Beverly LaHaye, que foi uma pioneira no ensino da cristã como um presente de Deus e parte de um florescente casamento cristão.
A maioria das associações batistas ao redor do mundo acreditam apenas no casamento entre um homem e uma mulher.
Algumas associações batistas apoiam o casamento entre pessoas do mesmo sexo. A Aliança dos Batistas (EUA), a Associação Canadense pelas Liberdades Batistas, a Aliança de Batistas do Brasil,  a Fraternidad de Iglesias Bautistas de Cuba, e a Associação de Batistas Acolhedores e Afirmadores (internacional) apoiam o casamento entre pessoas do mesmo sexo.

## Estrutura

### Organizações

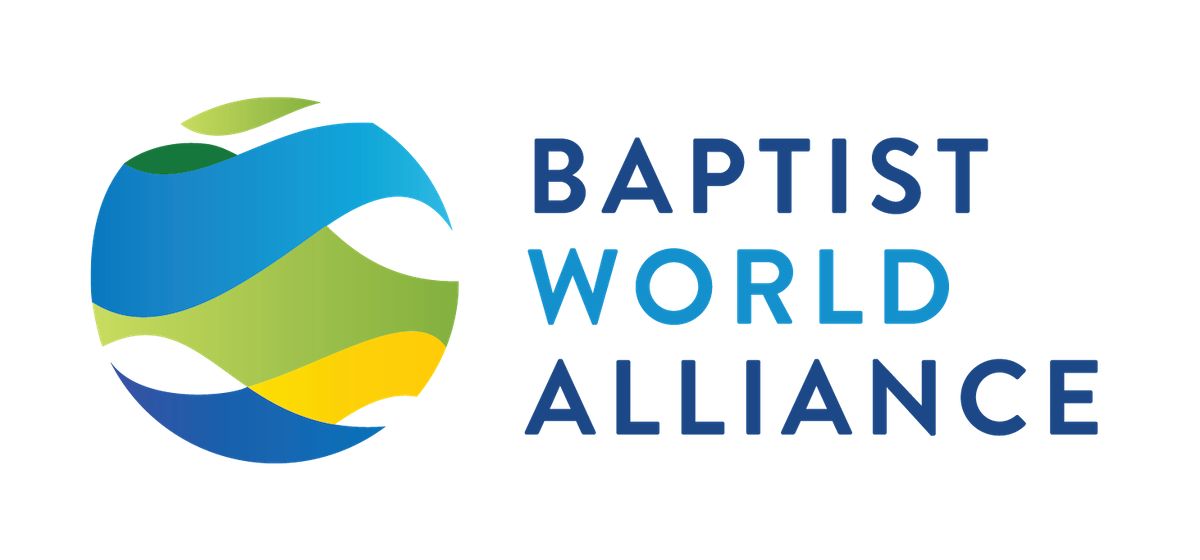
Logo da Aliança Batista Mundial

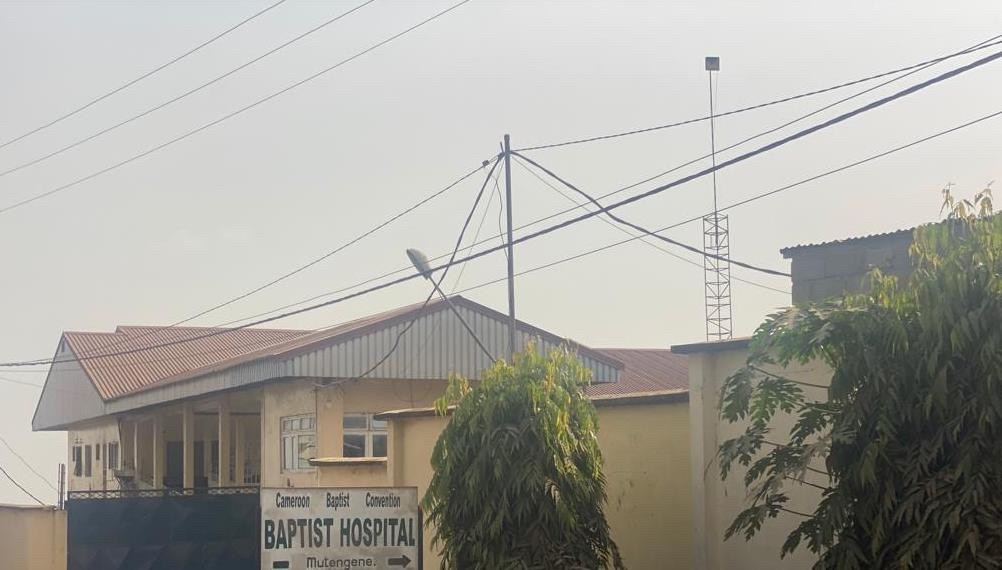
Hospital Batista Mutengene (Tiko), membro da Convenção Batista de Camarões.

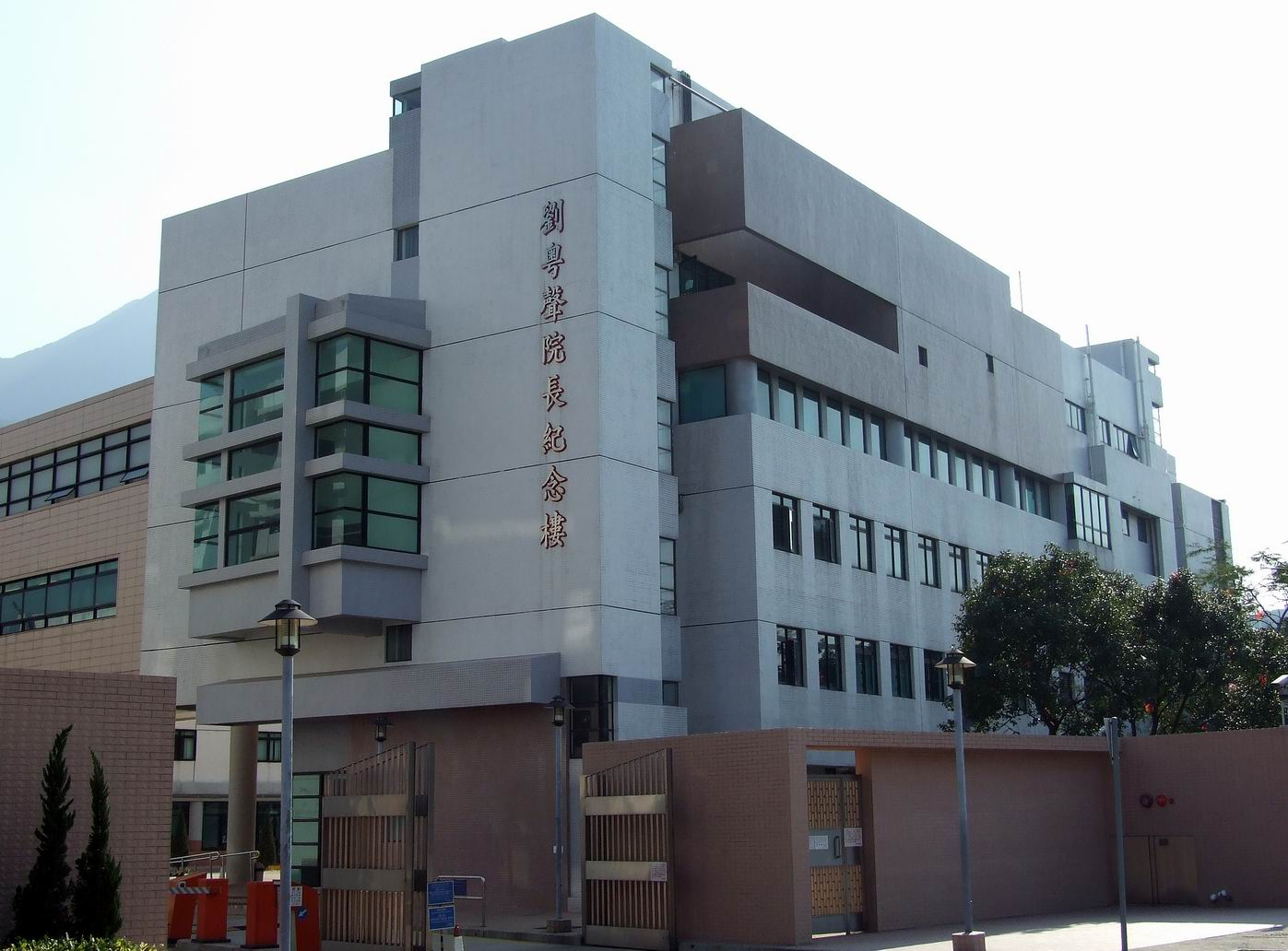
Seminário teológico batista em Hong Kong, afiliado à Convenção Batista de Hong Kong, 2008.

Em termos de organização, a maior parte das igrejas batistas operam no sistema de governo congregacional, isto é, cada igreja batista local possui autonomia administrativa, regida sob o regime de assembleias de caráter democrático.
Embora algumas igrejas reivindiquem a sua independência (Igrejas Batistas Independentes), outras igrejas consideram-se autónomas e interdependentes e optam por ser membros de uma associação nacional e internacional de igrejas. Esta relação de cooperação permite o desenvolvimento de organizações comuns, para a missão e áreas sociais, como humanitária, escolas, institutos teológicos e hospitais.
A maioria das igrejas batistas faz parte de grupos cooperativos nacionais e da Aliança Batista Mundial (BWA).

### Estatísticas

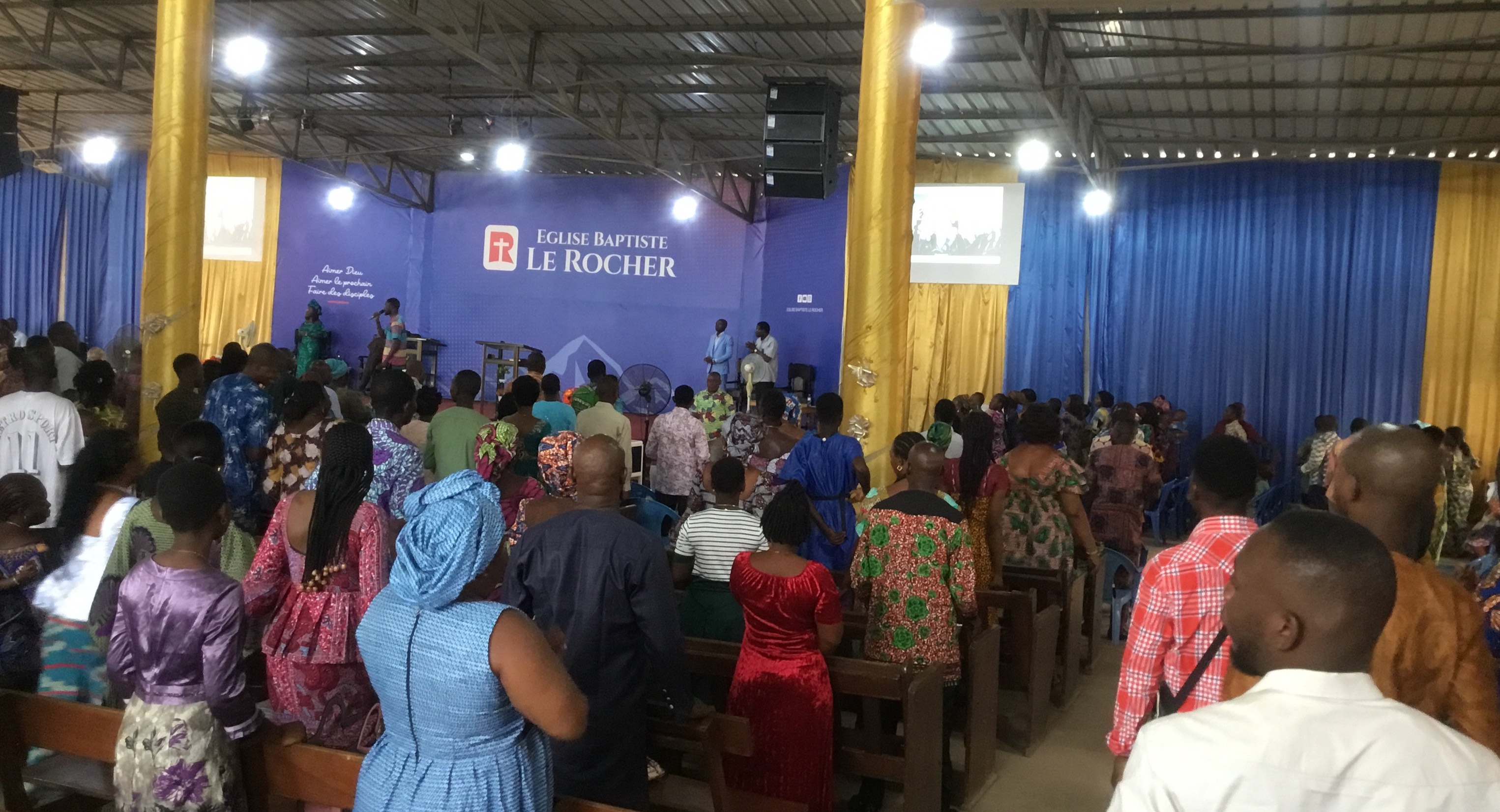
Serviço na Igreja Batista a Rocha de Lomé, membro da Convenção Batista do Togo.

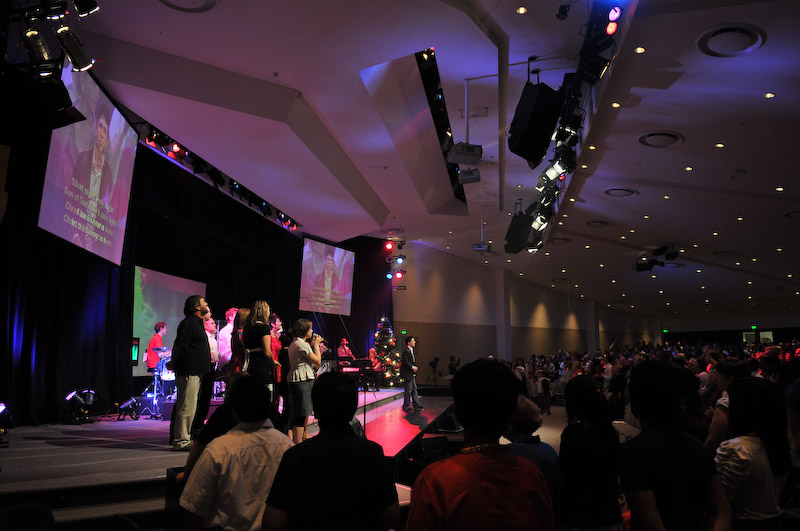
Serviço na Igreja Batista Crossway em Melbourne, afiliada aos Ministérios batistas australianos, 2008.

Em 2010, havia 100 milhões de crentes batistas.
Em 2020, segundo o pesquisador Sébastien Fath do  CNRS, o movimento teria cerca de 170 milhões de fiéis em todo o mundo.
A Aliança Batista Mundial, a maior associação batista do mundo, se uniria 253 membros de associações batistas em 130 países, 176.000 igrejas e 51.000.000 de membros batizados em 2023. Essas estatísticas não são totalmente representativas, no entanto, uma vez que algumas igrejas nos Estados Unidos têm afiliação batista nacional dupla ou tripla, fazendo com que uma igreja e seus membros sejam contados por mais de uma associação batista.
Na América do Norte, a Convenção Batista do Sul com 46.876 igrejas e 12.722.266 membros, a Convenção Batista Nacional, EUA com 21,145 igrejas e 8.415.100 membros. Na América do Sul, a Convenção Batista Brasileira com 9.070 igrejas e 1.797.597 membros, a Convenção Batista Evangélica Argentina com 670 igrejas e 85 mil membros. Na África, a Convenção Batista Nigeriana com 14.523 igrejas e 8.925.000 membros, a Convenção Batista da Tanzânia com 1.350 igrejas e 2.680.000 membros, a Comunidade Batista do Rio Congo com 2.673 igrejas e 1.764.155 membros. Na Ásia, a Convenção Batista de Mianmar com 5.337 igrejas e 1.013.499 membros, o Conselho da Igreja Batista de Nagalândia com 1.661 igrejas e 648.096 membros, a Convenção das Igrejas Batistas Filipinas com 1.079 igrejas e 600 mil membros. Na Europa, a União Ucraniana de Igrejas de Cristãos Evangélicos Batistas com 2.192 igrejas e 105.189 membros, a União Batista da Grã-Bretanha com 1.897 igrejas e 99.475 membros, a União das Igrejas Cristãs Batistas na Romênia com 1.697 igrejas e 83.853 membros. Na Oceania, os Ministérios batistas australianos com 1.024 igrejas e 87.555 membros, a União Batista de Papua Nova Guiné com 493 igrejas e 84,700 membros.

### Estilo arquitetônico

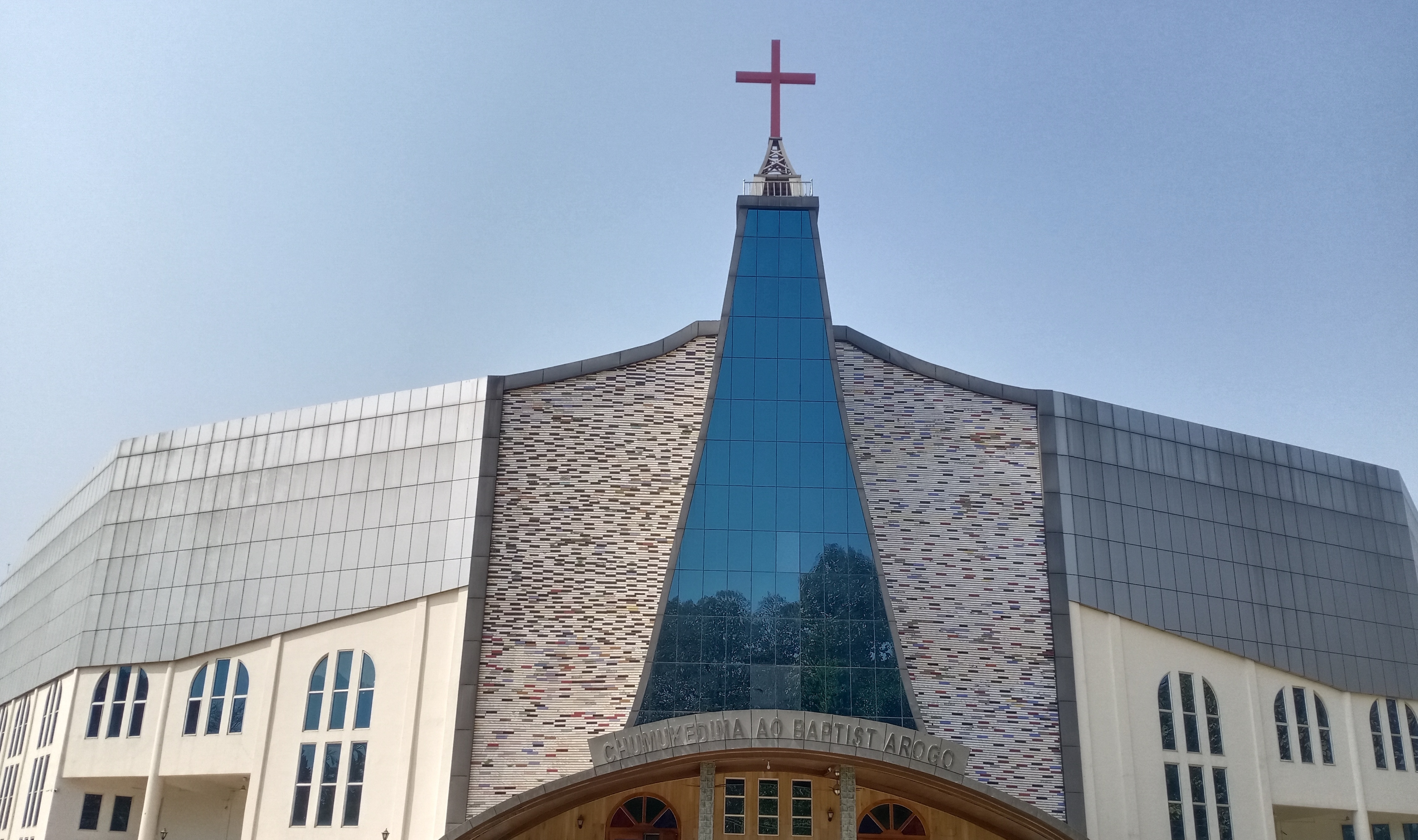
Edifício da Igreja Batista em Chumukedima, Kohima, afiliada ao Conselho da Igreja Batista de Nagaland (Índia).

A arquitetura é sóbria e a cruz latina é um dos únicos símbolos espirituais que geralmente podem ser vistos na construção de uma igreja batista e que identifica o lugar de pertença.
Embora não haja um estilo único de arquitetura que caracterize as igrejas batistas, diversas influências contribuíram para que certas tendências arquitetônicas possam ser percebidas, com alguma similaridade, conforme a região geográfica em que se localizam e se é uma megaigreja.
Além disso, algumas características genéricas predominam, como a tendência à simplicidade estética dos edifícios e à rara utilização de símbolos ou ornamentos; Isto se deve originalmente ao reflexo dos próprios aspectos da doutrina batista, que prescindem de simbologias; mais modernamente, a rejeição ao uso de símbolos entre os grupos batistas assumiu um aspecto variável, havendo alguns que continuam a rejeitar seu uso e outros que passaram a adotá-los, porém a simplicidade permanece como uma característica recorrente aos edifícios batistas.

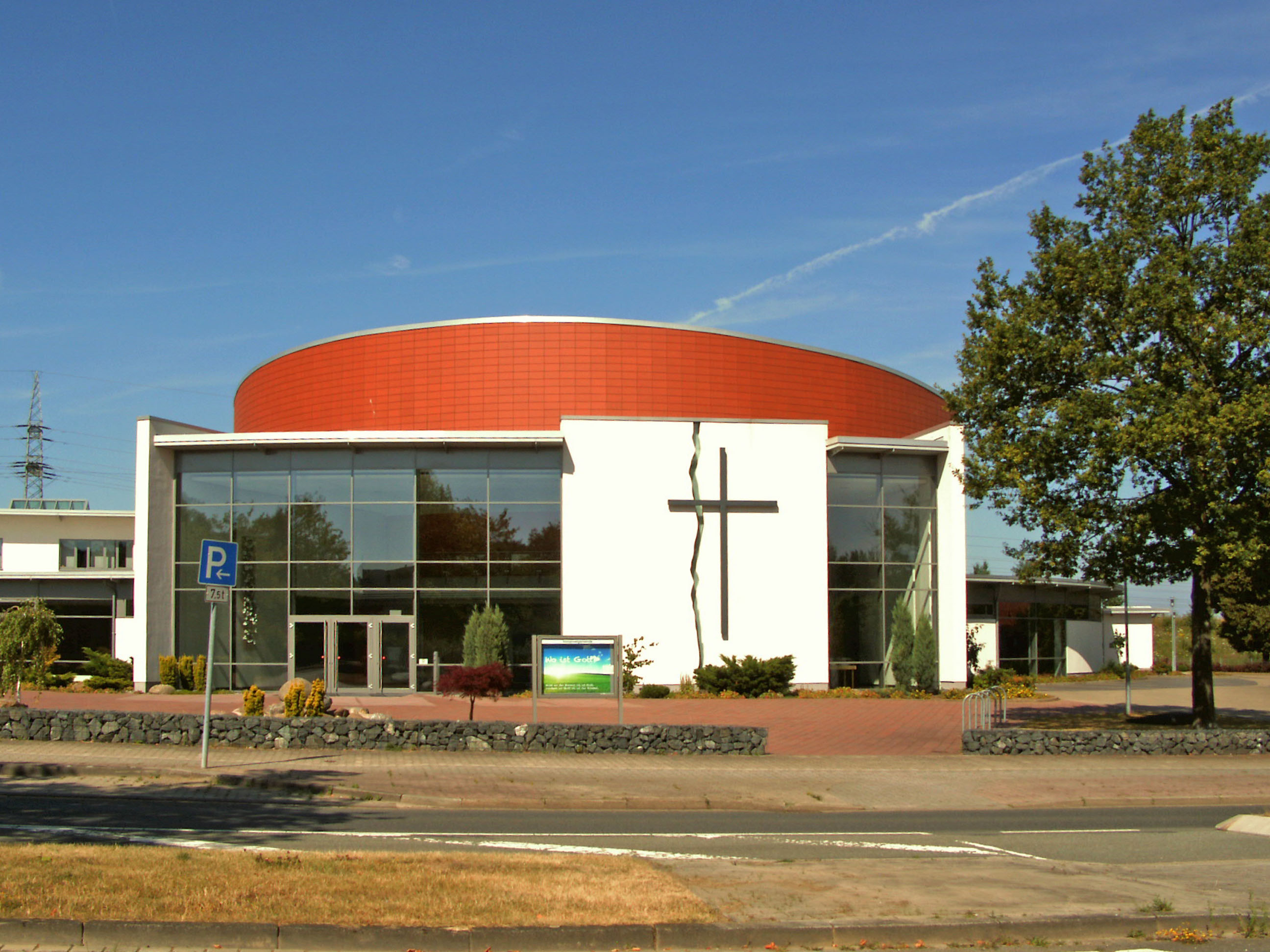
Igreja Emanuel em Wolfsburg, Alemanha.

Uma estrutura que pode ser encontrada em muitas igrejas batistas é o batistério, sempre assemelhado a uma piscina, já que o batismo é realizado por meio de imersão do candidato ao batismo já em idade madura (batismo do crente), para as quais é mais apropriado o uso de pias batismais em vez de piscinas batismais.
Com o início do movimento batista ocorrendo em torno do ano de 1609 na Inglaterra, as igrejas batistas construídas naquele tempo naturalmente receberam influências da arquitetura inglesa de então, e mais especificamente da arquitetura anglicana. Posteriormente, nos séculos XVIII e XIX, a arquitetura das igrejas inglesas seria influenciada pelo advento dos estilos georgiano e vitoriano, respectivamente.
Nas Treze Colônias, os colonos batistas, oriundos da Inglaterra, construiriam igrejas cuja arquitetura guardava de início alguns traços do estilo inglês, porém as influências da arquitetura eclesial da Nova Inglaterra o suplantariam desde logo, sendo desde então identificáveis pelo típico estilo eclesial americano, frequentemente em estrutura de madeira, com uma pequena torre e um sino à frente.
As igrejas fundadas por missionários ingleses e americanos em outros países ao longo dos séculos XIX e XX seguiriam, por vezes, os estilos típicos dos países de origem, ou, em outros casos, adaptar-se-iam ao estilo local, desde o início ou algumas décadas depois.
Com as significativas mudanças estéticas na arquitetura do século XX, a maior parte das novas construções batistas passariam a adotar a arquitetura moderna.

### Educação

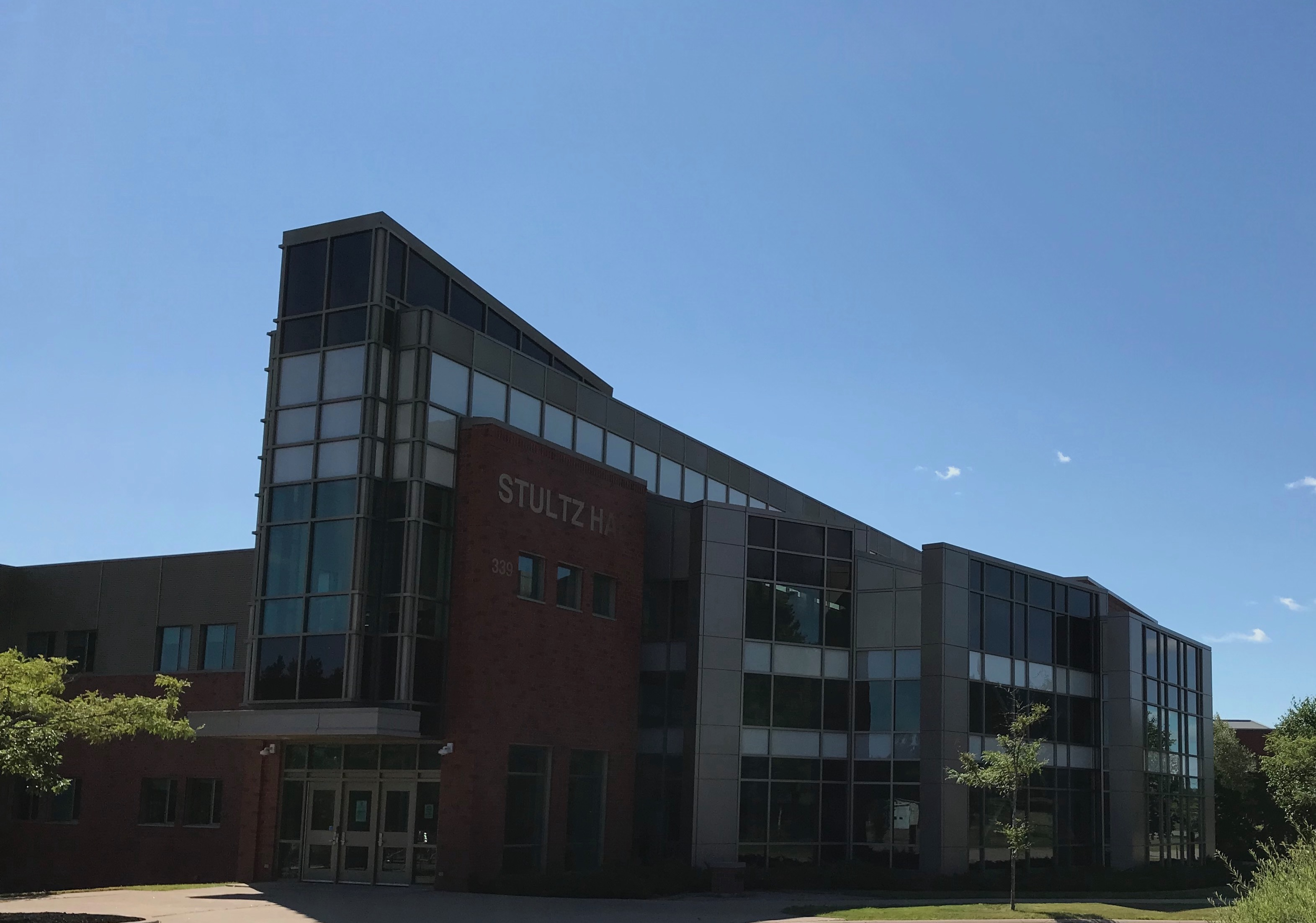
Stultz Hall, Universidade Crandall em Moncton, afiliada aos Canadian Baptists of Atlantic Canada (Ministérios Batistas Canadenses).

As igrejas batistas estabeleceram escolas primárias e secundárias, escolas bíblicas, faculdades e universidades já na década de 1680 na Inglaterra, antes de continuar em vários países. Em 2006, a Associação Internacional de Faculdades e Universidades Batistas foi fundada nos Estados Unidos. Em 2023, contava com 42 universidades associadas.

## Controvérsias
Os batistas enfrentaram muitas controvérsias em seus 400 anos de história, controvérsias do nível das crises. O historiador batista Walter Shurden diz que a palavra crise vem da palavra grega que significa “decidir”. Shurden escreve que, ao contrário da suposta visão negativa das crises, algumas controvérsias que atingem um nível de crise podem na verdade ser "positivas e altamente produtivas". Ele afirma que mesmo o cisma, embora nunca seja ideal, muitas vezes produziu resultados positivos. Na sua opinião, cada crise entre os batistas tornou-se momentos de decisão que moldaram o seu futuro. 
Em seu livro de 1963, Strength to Love, o pastor batista Martin Luther King criticou algumas igrejas batistas por seu anti-intelectualismo, particularmente por causa da falta de treinamento teológico entre pastores.
Em 2018, o teólogo batista Russell D. Moore criticou algumas igrejas batistas americanas por seu moralismo enfatizando fortemente a condenação de certos pecados pessoais, mas silencioso sobre as injustiças sociais que afligem populações inteiras, como o racismo. Em 2020, a North American Baptist Fellowship, uma região da Aliança Batista Mundial, assumiu oficialmente um compromisso com a injustiça social e se manifestou contra a discriminação sistêmica no sistema de justiça dos EUA. Em 2022, a Aliança Batista Mundial adotou uma resolução incentivando as igrejas e associações batistas que historicamente contribuíram para o pecado da escravidão a se envolverem na justiça restaurativa. 

### Crise de missões
No início do século XIX, a ascensão do movimento missionário moderno e a reação contra ele levaram a uma controvérsia generalizada e amarga entre os batistas estadunidenses que, durante esta época, estavam divididos entre missionários e antimissionários. Uma secessão substancial de batistas entrou no movimento liderado por Alexander Campbell para retornar a uma igreja mais fundamental.

### Crise da escravidão

#### Estados Unidos

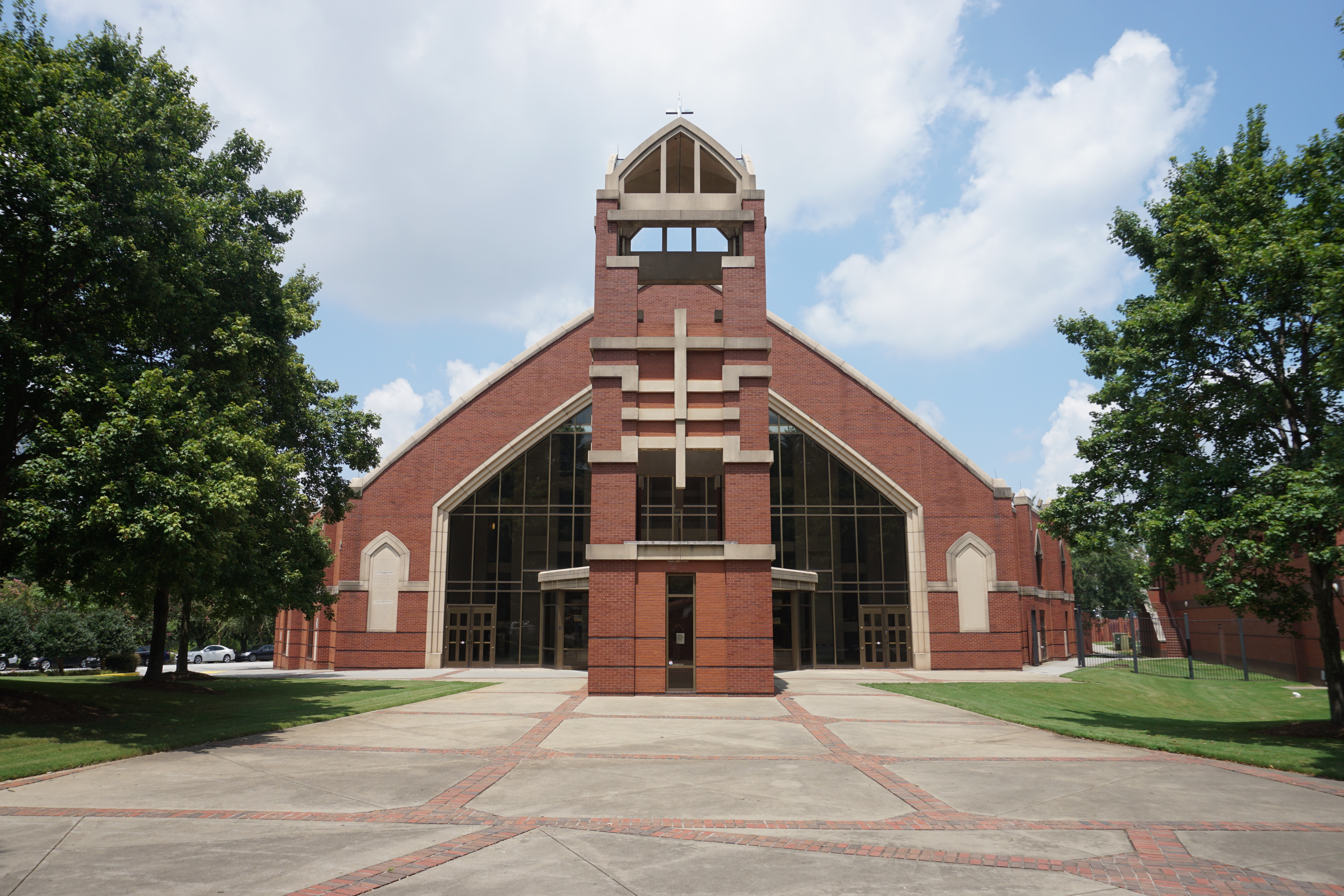
Igreja Batista Ebenezer em Atlanta, afiliada à Convenção Batista Nacional Progressista

Antes da Guerra Civil Americana, os batistas envolveram-se na controvérsia sobre a escravidão nos Estados Unidos. Enquanto no Primeiro Grande Despertar, os pregadores metodistas e batistas se opuseram à escravidão e pediram a alforria dos escravos, mas ao longo das décadas eles fizeram uma maior acomodação com a instituição da escravatura. Os batistas trabalharam com proprietários de escravos no Sul dos Estados Unidos para promover uma instituição paternalista. Ambas as denominações fizeram apelos pelo direto de escravos e negros livres de se converterem. Os batistas permitiram-lhes particularmente papéis ativos nas congregações. Em meados do século XIX, os batistas do norte tendiam a se opor à escravidão. À medida que as tensões aumentavam, em 1844, a Home Mission Society recusou-se a nomear como missionário um proprietário de escravos proposto pela Geórgia. Observou que os missionários não podiam levar consigo servos e também que o conselho não queria dar a impressão de tolerar a escravidão.
Em 1845, um grupo de igrejas a favor da escravidão e em desacordo com o abolicionismo da Convenção Trienal (agora Igrejas Batistas Americanas dos EUA) saiu para formar a Convenção Batista do Sul.
Nos anos do pós-guerra, os libertos abandonaram rapidamente as congregações e associações brancas, estabelecendo as suas próprias igrejas. Em 1866, a Convenção Batista Americana Consolidada, formada por batistas negros do Sul e do Oeste, ajudou as associações do sul a estabelecer convenções estaduais negras, o que fizeram no Alabama, Arkansas, Virgínia, Carolina do Norte e Kentucky. Em 1880, as convenções estaduais negras uniram-se na Convenção Nacional de Missões Estrangeiras para apoiar o trabalho missionário batista negro. Duas outras convenções negras nacionais foram formadas e, em 1895, uniram-se como a Convenção Batista Nacional. Mais tarde, essa organização passou por suas próprias mudanças, desmembrando outras convenções. É a maior organização religiosa negra e a segunda maior organização batista do mundo. Os batistas são numericamente mais dominantes no Sudeste dos Estados Unidos. Em 2007, a Pesquisa do Panorama Religioso do Pew Research Center descobriu que 45% de todos os afro-americanos se identificam com denominações batistas, com a grande maioria deles dentro da tradição historicamente negra.

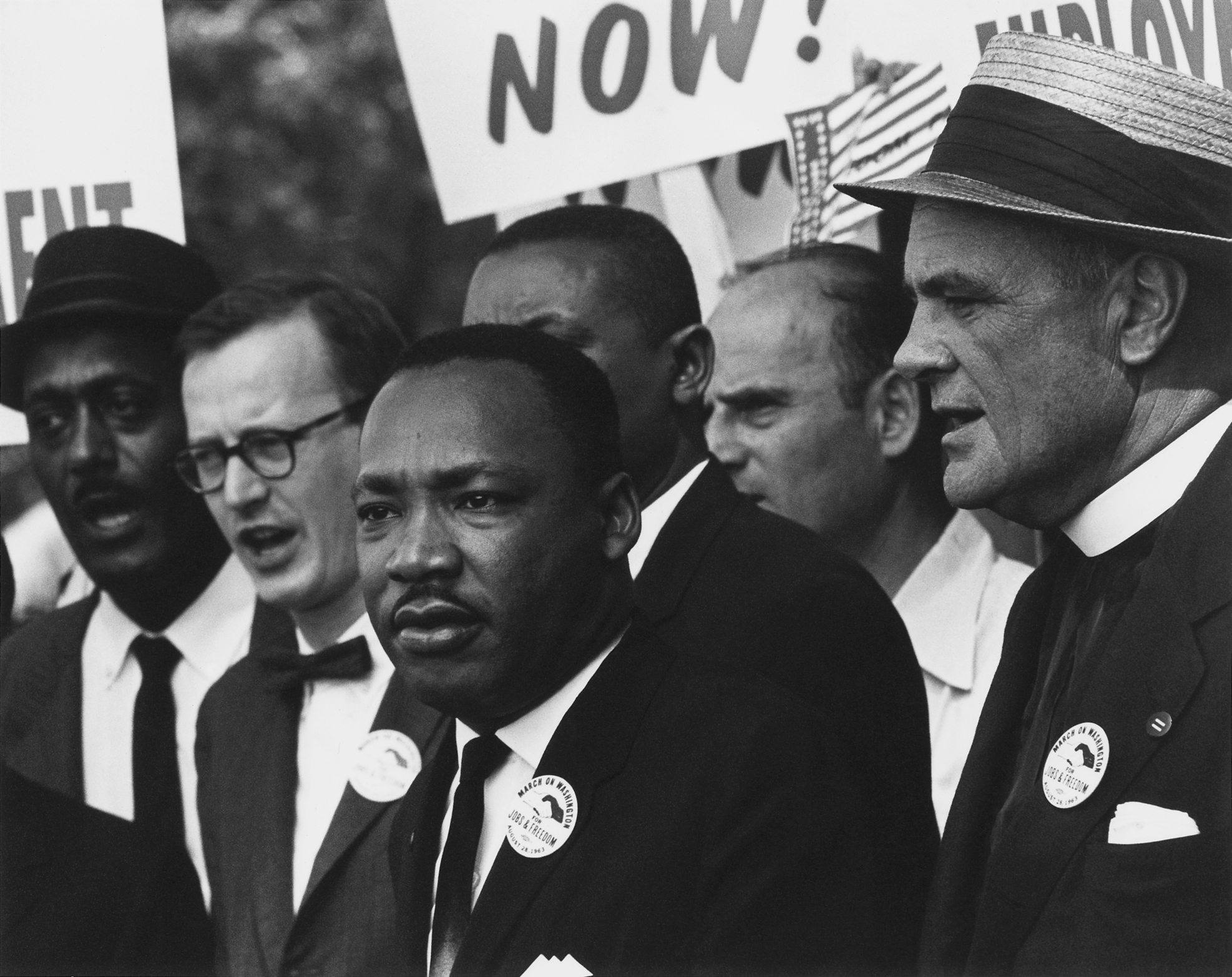
Martin Luther King Jr., um ministro batista e líder dos direitos civis, na marcha pelos direitos civis de 1963 em Washington, DC O movimento dos direitos civis dividiu vários batistas nos EUA, como a escravidão havia feito mais de um século antes.

A Convenção Batista do Sul apoiou a supremacia branca e seus resultados: privando a maioria dos negros e muitos brancos pobres na virada do século XX, levantando barreiras ao recenseamento eleitoral e aprovando leis de segregação racial - as chamadas leis Jim Crow. Em meados do século XX, os seus membros resistiram em grande parte ao movimento pelos direitos civis no Sul dos Estados Unidos, que procurava fazer valer os seus direitos constitucionais de acesso público e voto e a aplicação das leis federais de direitos civis.
Em 1995, a Convenção Baptista do Sul aprovou uma resolução que reconhecia o fracasso dos seus antepassados em proteger os direitos civis dos afro-americanos. A declaração pedia perdão “aos nossos irmãos e irmãs afro-americanos” e prometia “erradicar o racismo em todas as suas formas da vida e ministério batista do sul”. Em 1995, cerca de 500 mil membros da denominação de 15,6 milhões de membros eram afro-americanos e outros 300 mil eram minorias étnicas. A resolução marcou o primeiro reconhecimento formal da denominação de que o racismo desempenhou um papel na sua fundação.

### Crise histórica
O landmarkismo batista dos batistas do Sul, procurou redefinir a separação eclesiástica que caracterizava as antigas igrejas batistas, em uma época em que as reuniões sindicais interdenominacionais estavam na ordem do dia. James Robinson Graves foi um batista influente do século XIX e o principal líder deste movimento. Embora alguns landmarkistas tenham se separado da Convenção Batista do Sul, o movimento continuou a influenciar a Convenção nos séculos XX e XXI.

### Crise modernista

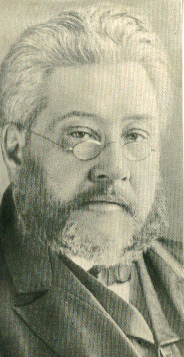
Charles Spurgeon mais tarde na vida

A ascensão do modernismo teológico no final do século XIX e início do século XX também afetou grandemente os batistas. O movimento landmarkista foi descrito como uma reação entre os batistas do Sul nos Estados Unidos contra o modernismo incipiente. Na Inglaterra, Charles Spurgeon lutou contra as visões modernistas das Escrituras na Controvérsia do Downgrade e, como resultado, separou sua igreja da União Batista.
A Convenção Batista do Norte nos Estados Unidos teve conflitos internos sobre o modernismo no início do século XX, acabando por abraçá-lo. Como resultado, duas novas associações conservadoras de congregações que se separaram da convenção foram fundadas: a Associação Geral de Igrejas Batistas Regulares em 1933 e a Associação Batista Conservadora da América em 1947.
Após conflitos semelhantes sobre o modernismo, a Convenção Batista do Sul aderiu à teologia conservadora como sua posição oficial. No final do século XX, os batistas do Sul que discordavam dessa direção fundaram dois novos grupos: a liberal Aliança dos Batistas em 1987 e a mais moderada Associação Batista Cooperativa em 1991. Originalmente, ambos os cismas continuaram a ser identificados como batistas do Sul, mas com o tempo eles "se tornaram novas famílias permanentes de batistas".